# 광주광역시선거관리위원회
광주광역시선거관리위원회(光州廣域市選擧管理委員會)는 광주광역시의 공정하고 깨끗한 선거관리를 통해 국민에게 신뢰받는 정치문화를 이루고 국민화합과 국가발전에 기여하기 위하여 설립된 대한민국 중앙선거관리위원회 소속기관이다. 광주광역시 서구 시청로 98에 위치하고 있다. 광주광역시선거관리위원회의 위원은 국회의원의 선거권이 있고 정당원이 아닌 자 중에서 국회에 교섭단체를 구성한 정당이 추천한 사람과 당해 지역을 관할하는 지방법원장이 추천하는 법관 2인을 포함한 3인과 교육자 또는 학식과 덕망이 있는 자 중에서 3인을 중앙선거관리위원회가 위촉하며, 위원장은 당해 선거관리위원회위원 중에서 호선한다.

## 연혁
- 1962년 12월 26일 중앙선거관리위원회를 헌법기관으로 규정(제3공화국 제5차 헌법개정)
- 1986년 11월 1일 광주직할시 선거관리위원회 창설
- 1995년 1월 1일 지방자치법 개정에 따라 광주광역시선거관리위원회로 명칭 변경
- 2000년 2월 28일 광주광역시선거관리위원회 독립청사 준공
- 2004년 3월 12일 광주광역시 선거방송토론위원회 설치
- 2005년 8월 4일 읍·면·동선거관리위원회 설치

## 조직

### 위원 선정
- 국회의원의 선거권이 있고 정당원이 아닌 자 중에서 국회에 교섭단체를 구성한 정당이 추천한 사람과, 당해 지역을 관할하는 지방법원장이 추천하는 법관 2인을 포함한 3인과, 교육자 또는 학식과 덕망이 있는 자 중에서 3인을 중앙선거관리위원회가 위촉하며, 위원의 임기는 6년이다.
- 위원장은 위원회의에서 호선하며 지방법원장이 위원장으로 선출되는 것이 관례이고, 상임위원은 중앙선거관리위원회에서 지명한다.

### 비상임위원(6인)

#### 사무처

##### 사무처장
- 관리과
- 지도과
- 홍보과
- 행정과

## 소속 선거관리위원회
- 동구선거관리위원회
- 서구선거관리위원회
- 남구선거관리위원회
- 북구선거관리위원회
- 광산구선거관리위원회

## 같이 보기
- 대한민국 중앙선거관리위원회
- 선거연수원
- 인터넷선거보도심의위원회
- 선거방송토론위원회